# 伝送線路
伝送線路（でんそうせんろ、英: transmission line）は、電力信号をある地点から別の地点へ送信するための配線のことである。伝送路と同義であるが、伝送路、伝送線路の語は、日本語で広い意味で利用される（参照 : 伝送路）。ここでは、その中で電信方程式に関連し、電子回路などで使用される、高周波信号を伝送するための配線に関する内容に関して述べる。なお、高周波信号を通す伝送線路は導波路（どうはろ、英: waveguide）とも呼ばれる。
一般に、ここで述べる伝送線路を構成するものとして、配線、同軸ケーブル、スタブ、光ファイバー、電力線、導波管などがある。

## 歴史
伝送線路の数学的な解析は、ジェームズ・クラーク・マクスウェル、ウィリアム・トムソン、オリヴァー・ヘヴィサイドらによる研究から始まった。ウィリアム・トムソン（後のケルヴィン卿）は海底ケーブルの拡散モデルの伝播モデルを構築した。モデルは、1885年に大西洋を横切る電信用海底ケーブルの性能の問題を正確に予測した。
1885年に、ヘヴィサイドは電信方程式のケーブルと新たな形の解析を記載した最初の論文を公開した。1887年には装荷コイルを付加した装荷ケーブルを提案した。
1932年に、松前重義が、無装荷ケーブルを利用した長距離伝送を可能とするシステム（松前重義#無装荷ケーブル）を提案した。

## 伝送線路と配線
ほとんどの電気回路において、素子に接続される配線の長さはほとんどの場合無視される。これは、ある時刻における、配線における電圧が全ての点で同一であると仮定することができるためである。しかし、電圧が信号が配線を伝達するためにかかる時間と同じくらいの時間で変化する場合、配線長は重要となり、その配線は伝送経路とみなす必要がある。別の言葉で言うなら、配線長に相当する波長に相当する周波数の利用を行う場合、配線長が重要となる。
経験則（インピーダンスの章に記載）では、ケーブルや配線の長さが波長の100分の1を超える場合、これを伝送線路とみなさないといけない。この長さでは、位相の遅延や配線における反射や干渉も重要となり、伝送線路の理論を用いて慎重に設計されていない系の振る舞いを予測不能とする。

## 4端子モデル

伝送線路の電気回路における回路記号の種類

解析においては、伝送線路は2ポート（端子対）回路網（4端子回路網）におけるモデルとして扱われる。これは次の様に表される。
最も単純な場合、伝送線路の回路は線形であると仮定する。すなわち、反射が無いと仮定した場合、両端子間の電圧は、その端子から流れ込む電流に、（複素成分も含め）比例する。この時、伝送線路が、その長さ全体において均一である場合、2つのポートは交換可能であると考えられる。すなわち、この振る舞いは、特性インピーダンスZ0と呼ばれる1つのパラメータで記載が可能である。この特性インピーダンスは、伝送線路上の任意の点において同一の波形である複素電圧波形と複素電流波形の比を表している。同軸ケーブルではZ0は50もしくは75オームであることが多く、ツイストペア（より対線）では約100オーム、一般的な平行線（レッヘル線）は約300オームである。
伝送線路に、電力を入力する場合、ほとんどの電力が負荷に到達し消費され、電源への反射が極小となるのが望ましい。これには、電源と負荷のインピーダンスをZ0にすることが必要であり、この場合、伝送線路は、整合していると言う。
伝送線路に入力した電力の一部は抵抗により失われる。この効果は、抵抗性の損失と呼ぶ（ジュール熱を参照）。高周波では、抵抗による損失に加え、誘電損と呼ばれるが重要となってくる。この誘電損は、伝送線路内の絶縁体材料が、変動する電界からエネルギーを吸収し、熱に変換するために発生する（詳細は、誘電加熱を参照）。
伝送線路における電力の損失量の合計は長さあたりデシベルで表記されることがあり、これは信号の周波数に依存する。製造メーカは通常、周波数に対する損失をdB/mで記載した表を提供している。3dBの損失はパワーで約半分の損失に相当する。
高周波用の伝送線路は、伝送線路の長さと同等もしくはそれより短い波長の電磁波を伝送するように設計される。この状況では、低周波における計算で使用される近似は利用できない。これは、無線、ミリ波、光通信の信号において使用され、高速のデジタル回路においても使用される。

## 電信方程式
電信方程式（Telegrapher's Equations、あるいはTelegraph Equations）は長さを持ち、時間を考慮した伝送線路における電圧と電流を表した偏微分方程式である。これらは、マクスウェル方程式を元に伝送線路のモデルを作り出した、オリヴァー・ヘヴィサイドにより考案されたものである。

回路素子で表記した伝送線路の回路図モデル

伝送線路のモデルは伝送線路を2ポートの素子により構成されたものを無限に直列に接続した分布定数回路で表される。それぞれは伝送線路の短い区間の無限回の繰り返しとして表される。
- 抵抗{\displaystyle R}は、単位長さあたりの直列の抵抗 (Ω/m) を示す。
- インダクタ{\displaystyle L}は、配線の周りの磁界などによる単位長さ当たりの直列のインダクタ (H/m) を示す。
- キャパシタンス{\displaystyle C}は2つの導体、信号線と対地間の単位長さ当たりの容量 (F/m) を示す。
- コンダクタンス{\displaystyle G}は2つの導体、信号線と対地間の単位長さ当たりの誘電体のコンダクタンス (S/m) を示す。

このモデルは、図の中に「無限の直列素子」が既に含まれて構成されており、素子の値は「単位長さあたり」を表している。そのため、この回路図はしばしば誤解されることがある。{\displaystyle R}、{\displaystyle L}、{\displaystyle C}、{\displaystyle G}
は周波数の関数で表される。長さで微分を行った値として{\displaystyle R'}、{\displaystyle L'}、{\displaystyle C'}、{\displaystyle G'} の値を使用する。

線路の電圧{\displaystyle V(x)} と電流{\displaystyle I(x)} を周波数領域を考慮して表記すると次の様になる。
{\displaystyle {\frac {\partial V(x)}{\partial x}}=-(R+j\omega L)I(x)}
{\displaystyle {\frac {\partial I(x)}{\partial x}}=-(G+j\omega C)V(x)}
伝送線路が無損失であると仮定した場合、{\displaystyle R}、{\displaystyle G}の素子は無視して構わない。
この仮定の場合、モデルは{\displaystyle L}と{\displaystyle C}に依存し、以上に単純な解析となる。無損失の伝送線路の場合、電信方程式の2次の定常状態は、 次の形で表される。
{\displaystyle {\frac {\partial ^{2}V(x)}{\partial x^{2}}}+\omega ^{2}LC\cdot V(x)=0}
{\displaystyle {\frac {\partial ^{2}I(x)}{\partial x^{2}}}+\omega ^{2}LC\cdot I(x)=0}
これらは、進行方向と逆方向への伝播速度と等しい平面波の波動方程式である。この物理的意味は、電磁波が伝送線路を伝播し、元の波形を妨害する反射成分を生じさせる。これらの方程式は伝送線路の理論の基本となる。
もし、{\displaystyle R}と{\displaystyle G}が無視できない場合、電信方程式は次の形となる。
{\displaystyle {\frac {\partial ^{2}V(x)}{\partial x^{2}}}=\Gamma ^{2}V(x)}
{\displaystyle {\frac {\partial ^{2}I(x)}{\partial x^{2}}}=\Gamma ^{2}I(x)}
ただし、
{\displaystyle \Gamma ={\sqrt {(R+j\omega L)(G+j\omega C)}}}
そして、特性インピーダンスは次の様になる。
{\displaystyle Z_{0}={\sqrt {\frac {R+j\omega L}{G+j\omega C}}}}
{\displaystyle V(x)}と{\displaystyle I(x)}の解は次の様になる。
{\displaystyle V(x)=V_{-}e^{-\Gamma x}+V_{+}e^{\Gamma x}\,}
{\displaystyle I(x)=I_{-}e^{-\Gamma x}+I_{+}e^{\Gamma x}\,}
定数{\displaystyle V_{\pm }}と{\displaystyle I_{\pm }}は境界条件より決定される。パルス電圧{\displaystyle V_{in}(t)\,}が、{\displaystyle x=0}に入力され、{\displaystyle x}-の正の方向に進む場合、位置{\displaystyle x}における、伝送されたパルス{\displaystyle V_{out}(x,t)\,}は、{\displaystyle V_{in}(t)\,}のフーリエ変換、{\displaystyle {\tilde {V}}(\omega )}を行い、各周波数の項から{\displaystyle e^{-\mathrm {Re} (\Gamma )x}\,}を減じ、その位相に{\displaystyle -\mathrm {Im} (\Gamma )x\,}を加え、逆フーリエ変換を行うことで算出可能である。{\displaystyle \Gamma }の実数項と虚数項は次の式で表される。
{\displaystyle \mathrm {Re} (\Gamma )=(a^{2}+b^{2})^{1/4}\cos(\mathrm {atan2} (b,a)/2)\,}
{\displaystyle \mathrm {Im} (\Gamma )=(a^{2}+b^{2})^{1/4}\sin(\mathrm {atan2} (b,a)/2)\,}
ただしatan2(英語版記事)は、2つのパラメータを持つタンジェントの逆関数である。
{\displaystyle a\equiv \omega ^{2}LC\left[\left({\frac {R}{\omega L}}\right)\left({\frac {G}{\omega C}}\right)-1\right]}
{\displaystyle b\equiv \omega ^{2}LC\left({\frac {R}{\omega L}}+{\frac {G}{\omega C}}\right)}
低損失で高インピーダンスの場合、{\displaystyle R/\omega L}と{\displaystyle G/\omega C}の項の1次の成分から、次式が導かれる。
{\displaystyle \mathrm {Re} (\Gamma )\approx {\frac {\sqrt {LC}}{2}}\left({\frac {R}{L}}+{\frac {G}{C}}\right)\,}
{\displaystyle \mathrm {Im} (\Gamma )\approx \omega {\sqrt {LC}}\,}
位相の{\displaystyle -\omega \delta }の加算は、時間遅延{\displaystyle \delta }に相当するため、{\displaystyle V_{out}(t)}は次式の様に簡単に算出できる。
{\displaystyle V_{out}(x,t)\approx V_{in}(t-{\sqrt {LC}}x)e^{-{\frac {\sqrt {LC}}{2}}\left({\frac {R}{L}}+{\frac {G}{C}}\right)x}\,}

## 伝送線路の入力インピーダンス
伝送線路の特性インピーダンス{\displaystyle Z_{0}}は、「単一の」電圧波形の振幅と電流波形の振幅の比を表している。ほとんどの伝送線路では反射波が存在するため、一般に、特性インピーダンスはその線路を測定したことによるインピーダンスと「異なっている」。
損失の存在しない伝送線路においては、負荷インピーダンス{\displaystyle Z_{L}}の際、負荷から{\displaystyle l}の位置にある測定されたインピーダンスは以下の形で表される。
{\displaystyle Z_{in}(l)=Z_{0}{\frac {Z_{L}\cos(\beta l)+Z_{0}j\sin(\beta l)}{Z_{0}\cos(\beta l)+Z_{L}j\sin(\beta l)}}}
ただし、{\displaystyle \beta ={\frac {2\pi }{\lambda }}}は波数である。
ただし、{\displaystyle \beta l\approx n\pi }で、nが整数（伝送線路が、半波長の定数倍に近いことを示している）であるような特別の場合、全ての{\displaystyle l}に対して、この式は{\displaystyle Z_{in}=Z_{L}}となるように負荷インピーダンスまで減少する。これは、{\displaystyle n=0}の場合を含み、この場合は、伝送線路の長さが波長の1/100以下である場合である。これは、伝送線路を無視することができる（すなわち、配線として扱える）ことを示している。
他の特殊な例として、負荷インピーダンスが伝送線路の特性インピーダンスと等しい場合（すなわち、「整合状態」）がある。この場合、伝送線路のインピーダンスは全ての {\displaystyle l}と{\displaystyle \lambda }に対して{\displaystyle Z_{in}=Z_{0}}に減少する。
{\displaystyle \beta }を計算する場合、伝送線路内の波長は真空中内の波長と異なっており、伝送線路の材質の速度の定数が計算において必要となる。

## 伝送線路の基本的な形状

### 同軸ケーブル
同軸ケーブル（同軸線路）は、中心胴体とシールド金属によるケーブル内を電磁波を伝達するものである。伝送線路におけるエネルギーの伝達は導電体間にはさまれたケーブル内の誘電体によって行われる。同軸ケーブルは、限界があるものの、特性を悪化させずに曲げやり、よじったりすることが可能であり、同軸ケーブル自体に不必要な電流を誘導しなければ、導電体で固定することも可能である。
数GHzの周波数を使用する高周波の利用時には、電磁波はTEMモード (Transverse Electromagnetic mode) で伝播する。これは、電界と磁界が両方とも進行方向に対して垂直方向に変化することを示している。しかし、カットオフ周波数（遮断周波数）と呼ばれる周波数を越える周波数では、ケーブルは導波管として機能する。そして、特性はTEモード (Transverse Electric mode) とTMモード (Transverse Magnetic mode) と両者の混成モード間を変化する。これは、同軸ケーブルがマイクロ波領域で使用可能であることを示しているが、この用途に作られた導波管ほど性能は良くない。
最も一般的な同軸ケーブルの例は数MHzの帯域を持つテレビや他の用途用のものがある。20世紀中ごろには長距離の電話線において利用されていた。

### マイクロストリップライン
マイクロストリップラインは、GND面に平行な薄く平らな容量（誘電体）を使用する。マイクロストリップ回路では、誘電体であるPCB等の基板の片面に金属の配線を作成し、反対側の面、全面をGND面にする。配線の太さ、誘電体の厚さと誘電率が特性インピーダンスを決定する。

### ストリップライン
ストリップラインは、2つの平行なGND面にはさまれた平らな金属配線で構成される。基板の絶縁体は誘電体で作成する。空隙の幅や基板の厚さ、基板の比透磁率は伝送線路を構成するストリップラインの特性インピーダンスを決定する。

### 平行線

#### レッヘル線
レッヘル線はUHF帯で共振回路を構成するために使用される、平行導線の一種である。この配線はHFからVHFの周波数帯で集中定数素子を利用する際や、VHFからSHFの周波数帯で基本的な空洞共振器を利用する際に使用される。

#### 平行二線式フィーダ
平行二線式フィーダは主にUHF以下の周波数帯の高周波を伝送するために用いられる。無線機、テレビ、ラジオ等とアンテナとを接続するのに用いられる。

## 伝送線路の一般的な応用

### ある点から別の点への信号の伝播
伝送線路は最小限の電力損失で短距離から長距離の高周波の伝送に広く使用される。一番馴染み深い例として、テレビやラジオのアンテナから受信機までの配線（同軸ケーブルやレッヘル線）。

### パルス生成
伝送線路は、パルス波形の生成にも使用される。伝送線路を帯電させ、それを抵抗負荷に放電することによって、伝送線路の電気長の2倍の波長で、半分の電圧振幅のパルス波形が生成される。ブルムライン伝送線路 (Blumlein transmission line) はこの限界を超えたパルスを作るデバイスに関連している。これらは、レーダー、送信器、他のデバイスのパルス電源に使用されることがある。

### スタブ・フィルター
ショート（短絡）もしくはオープン（開放）状態の伝送線路が、A点からB点への伝送線に並列にある場合、これはフィルターとして機能する。スタブを作成する方法は、レッヘル線を利用して粗っぽい周波数測定を行う方法と類似しているが、それは「時代遅れの方法」である。RSGBの無線通信ハンドブックに推奨されている方法は、信号をアンテナから供給している平行な伝送線路の長さの開放線路を取る。伝送線路の自由端を切っていき、受信機で観測される信号の強度が最小となる長さを見つける。この状態で、スタブフィルターはこの周波数と、この周波数の奇数倍波を除去する。もし、スタブの自由端を短絡した場合、スタブは偶数倍波を除去する。

### 伝送線路トランス
伝送線路を磁性体または非磁性体のトロイダル・コアや、フェライト・ビーズ、フェライト・ロッド等に巻いたトランス。従来のトランスと区別して伝送線路トランスと呼ばれる。
伝送線路の一端に信号を入力すると、差動成分については単純にその伝送線路の特性に従って出力側へ伝達するが、同相成分はトランスがインダクタとして作用するため阻止される。これにより、信号成分について、トランスに巻かれた伝送線路上で各両端の電位を分離することができる。これはアイソレーションと呼ばれ、伝送線路トランスの重要な性能である。
インピーダンス変換、平衡-不平衡変換（バラン）、コモンモードチョーク、ハイブリッド、DBM等、広い用途に用いられる。このうち、コモンモードチョークは上記の伝送線路トランスの動作原理を直接応用したものである。その他の応用は、アイソレーションを用いて入力および出力側の各回路を目的に叶った電位が得られるように結線したものが多い。
アイソレーションを最大限確保するためには、伝送線路の両端を電気的に完全に分離するのが望ましい。一方、目的とする信号の周波数が、アイソレーションが実用になる周波数上限よりもはるかに低い場合は、伝送線路の両端のうち一部を結線して等電位とすることがある。これを用いると伝送線路トランスの数を減らすことができるが、周波数が高くなるとアイソレーションが安定しなくなるため予期せぬ動作をすることがある。